# Pallavolo agli VIII Giochi del Mediterraneo
La pallavolo agli VIII Giochi del Mediterraneo si è giocata durante l'VIII edizione dei Giochi del Mediterraneo, che si è svolta a Spalato, in Jugoslavia, nel 1979: in questa edizione si è svolto sia il torneo maschile che quello femminile e la vittoria finale alla nazionale di pallavolo maschile della Jugoslavia e alla nazionale di pallavolo femminile dell'Italia.